# オラシオ・カルテス
オラシオ・マヌエル・カルテス・ハラ（スペイン語: Horacio Manuel Cartes Jara、1956年7月5日 - ）は、パラグアイの政治家、実業家。2013年の大統領選挙で当選し、2018年まで在任した。2023年1月よりコロラド党党首。
タバコやソフトドリンク、食肉加工、銀行など、およそ24の事業を手掛けるカルテス・グループのオーナーである。2001年から2012年には、サッカークラブのクラブ・リベルタの会長を務めた。2010 FIFAワールドカップ・予選期間中は、パラグアイサッカー協会パラグアイ代表チーム部の部長でもあった。

## 経歴

### 実業家
父がセスナ機を取り扱う企業の経営者であったため、若いころアメリカ合衆国に留学し、航空工学を学んだ。19歳になって外貨両替業を創業したが、これが現在のアマンバイ銀行である。その後、カルテスは25の会社を買収し、あるいはその創業を支援した。このなかにはパラグアイ最大手のタバコメーカーで、フルーツジュースのボトリングも手掛けるタベサも含まれる。
1986年、カルテスは通貨詐欺の容疑で捜査を受け、60日間拘留された。カルテスは優遇された為替レートで中央銀行から数百万ドルの借款を獲得し、米国の農業設備を買収する前に、自らの通貨両替ビジネスを通してその資金を移転したとして告訴されていた。この事件は、最終的にはうやむやのまま終結した。
1989年にも通貨詐欺の容疑で7か月間にわたり拘留されたが、裁判では無罪となった。
2000年には、麻薬警察がカルテスの農場で、コカインやマリファナを輸送していた航空機1機を押収した。カルテスは、その航空機は緊急着陸を行ったもので、自らは麻薬取引と無関係であるし、麻薬の合法化にも反対していると主張した。
2013年に国際調査報道ジャーナリスト連合 (ICIJ) は、世界各国のオフショア口座に関する大量の文書を公表した。このうち、アマンバイ銀行と関係を持つクック諸島の金融業者に関する文書には、カルテスの名前がみられる。また、WikiLeaksによって公表された機密電報によると、カルテスは2010年から、米国の麻薬取締局が行うマネーロンダリング捜査において中心人物とされていた。

### 政治家
2008年までカルテスは政治には関係を持ったことがなく、有権者登録さえ行っていなかった。2009年になって、カルテスは中道右派のコロラド党に加入し、ラテンアメリカ政治の左傾化に対抗する意欲を表明した。1989年まで続いたアルフレド・ストロエスネル軍事独裁政権を支持していたコロラド党の過去とは無関係な、有能な政治家として、カルテスは知られるようになった。
大統領選挙の運動中、カルテスは麻薬取引への関与疑惑、さらには麻薬取締局のターゲットとされていることについて「もし私が麻薬の密輸業者とつながりを持っていたとしたら、大統領になりたいとは思わなかっただろう。法廷に行って確かめてみるといい。何もない、私に対してひとつの嫌疑もかかっていない」と述べた。
2013年の大統領選挙において、カルテスはコロラド党の候補者となった。選挙運動において、カルテスは全国のインフラを更新し、公企業を近代化し、外国から投資を呼び込み、雇用を創出するために民間から資金を集めることを訴えたとBBCは伝えた。2013年4月21日、カルテスは45.80%の票を得てパラグアイの大統領に当選し、8月15日に就任した。パラグアイにおいて与党が野党に平和裏に権力を委譲したのは、独立から202年が経過したにもかかわらず、これがわずか2例目であった。
カルテスはフェルナンド・ルゴに対する弾劾と、その余波としてパラグアイの新政権がラテンアメリカ諸国の指導者から敵意をもって迎えられたことに関連して、パラグアイは自由貿易の経済的な利益ゆえに、メルコスールから脱退すべきではないとし、「パラグアイはけっしてメルコスールを捨てるべきではない・・・彼らから少々叩かれようと、私たちは持ちこたえ、控えめな態度を保つべきだ。メルコスールは多くの共通点を持つ隣人たちと構成する、欧州型の共通市場である。（グローバル化した世界において）すべての国家は相互につながりあっており、パラグアイを他国から孤立させようと努めることは論外だ。米州機構 (OAS) は、パラグアイは主権国家であり、すべては聖書と憲法に従って行われるという私たちの政治をすでに理解し始めている」と述べた。カルテスは宣誓のときに「私は政治家としてのキャリアを積むために、または裕福になるために政界にいるのではない。人々に仕え、新たな世代にとってよりよい未来を切り開き、自由で独立した主権国家としての私たちのアイデンティティを築くために政界にいるのだ」と述べた。カルテスの大統領就任式に出席した、南アメリカの保守政治家という点でカルテスと共通するチリのセバスティアン・ピニェラ大統領は「オラシオ・カルテス大統領に私は、その将来の業績に非常に期待していると言いたい。大統領は「新たな方向」を選挙運動のスローガンに掲げたが、すべての国家は新たな方向を必要としており、また、新たな課題に対処する必要がある。われらがラテンアメリカ統合の課題はいまだ道半ばである」と述べた。就任式にはこのほか、アルゼンチンのクリスティーナ・フェルナンデス・デ・キルチネル、ペルーのオジャンタ・ウマラ 、ブラジルのジルマ・ルセフ、ウルグアイのホセ・ムヒカ、中華民国の馬英九などの指導者が列席した。
憲法を改正し大統領の再選を可能にした上で2018年の大統領選挙にて再選を目指す計画を立て、2017年3月末に改憲案が上院で可決されたものの反対派が国会議事堂に火を放つなどし、治安部隊の鎮圧によって死者が発生するなど混乱が続いたため、4月17日に憲法改正と自身の再選を断念。翌2018年8月15日の任期満了を持って退任することが決まった。
2018年4月22日には上院に大統領の辞表を提出。上院にて辞任が認められれば自動的に上院議員となるため、野党からは憲法の庇護下で生活するためとの批判も出た。6月26日に辞意を撤回。8月15日に任期満了で退任した。
2022年8月、アメリカ合衆国は、カルテスおよびベラスケス副大統領を汚職の疑いで経済制裁の対象に加えた。

## 内閣
カルテスは自らの内閣について、将来の閣僚らは自分たちに投票し、統治を委任した人々に敬意をもって接する「非常に大きな責任」を有すると述べた。閣僚の大多数は専門家で占められている。
- 副大統領 フアン・アファラ（英語版）[17]
- 財務相 サンティアゴ・ペーニャ[23][24]
- 外務相 エラディオ・ロイサガ[24]
- 国防相 ディオヘネス・マルティネス（2015年11月以前はベルナルディーノ・ソト・エスティガリビア）[24]
- 内務相 フランシスコ・デ・バルガス[24]
- 産業通商相 グスタボ・レイテ[24]
- 農務相 ホルヘ・ガッティーニ[24]
- 公共事業相 ラモン・ヒメネス・ガオーナ[24]（元円盤投選手で、オリンピックにも出場した）[25]
- 厚生相 アントニオ・バリオス（カルテスのかかりつけ医）[24]
- 教育文化相 マルタ・ラフエンテ[24]
- 司法労働相 カルラ・バシガルポ[24]
- 女性相 アナ・マリア・バイアルディ[24]
- スポーツ長官 ビクトル・ペッシ[25][26]